# Grace Umelo
Grace Umelo (sinh ngày 10 tháng 7 năm 1978) là một vận động viên người Nigeria đã nghỉ hưu, chuyên môn nhảy xa. Cô đã giành được một số huy chương ở cấp khu vực.
Thành tích tốt nhất của cô trong sự kiện này là 6,60 mét được thiết lập ở Lagos vào năm 1999.

## Thành tích giải đấu
| Năm                  | Giải đấu                     | Địa điểm                   | Thứ hạng             | Nội dung             | Chú thích            |
| Representing Nigeria | Representing Nigeria         | Representing Nigeria       | Representing Nigeria | Representing Nigeria | Representing Nigeria |
| -------------------- | ---------------------------- | -------------------------- | -------------------- | -------------------- | -------------------- |
| 1996                 | African Championships        | Yaoundé, Cameroon          | 1st                  | Long jump            | 6.13 m               |
| 1997                 | African Junior Championships | Ibadan, Nigeria            | 1st                  | Long jump            | 6.25 m               |
| 1999                 | All-Africa Games             | Johannesburg, South Africa | 1st                  | Long jump            | 6.60 m               |
| 2003                 | All-Africa Games             | Abuja, Nigeria             | 2nd                  | Long jump            | 6.56 m               |
| 2003                 | Afro-Asian Games             | Hyderabad, India           | 6th                  | Long jump            | 6.14 m               |